# Nelly Omar
Nelly Omar (Nilda Elvira Vattuone; * 10. September 1911 in Guaminí, Partido Guaminí, Provinz Buenos Aires; † 20. Dezember 2013) war eine argentinische Tangosängerin.

## Leben
Omar nahm 1924 an einem Vorsingen für die Aufnahme in die Folkgruppe Cenizas del fogón teil. Sie wurde aufgenommen und trat mit der Gruppe bei Radio Rivadavia auf. 1932–33 sang sie mit ihrer Schwester Nélida bei Radio Rivadiva, Radio Mayo und Radio Splendid Countrysongs, Milongas und Estilos und als Solistin auch Tangos. Bald darauf schloss sie sich den Cuadros argentinos an, die von den Brüdern Julio und Alfredo Navarrine sowie Antonio Molina geleitet wurde. Mit letzterem war sie acht Jahre lang verheiratet.
Bei einem Radiowettbewerb des Magazins Caras y Caretas wurde Omar 1937 als beste Sängerin gewählt. In den Folgejahren hatte sie ihre größten Erfolge bei Radioauftritten mit den führenden Musikern der Zeit mit Tangos von Enrique Cadícamo und Homero Manzi. 1940 trat sie in Julio Irigoyens Film Canto de amor an der Seite von Carlos Viván auf. In Eduardo Moreras Film Melodías de América (1942) sang sie den Tango El aguacero von Cátulo Castillo und José González Castillo. Die Sociedad de Autores y Compositores ehrte sie mit einer Medaille als La voz dramática del tango. Aber erst 1946 erhielt sie auf Betreiben Francisco Lomutos die Möglichkeit, ihre ersten Plattenaufnahmen beim Label Odeon zu realisieren. Zwischen 1946 und 1947 entstand ein Album mit zehn Titeln.
Omar war eine Anhängerin des Generals Juan Perón. Seine Frau Evita hatte ihr zu ihrem ersten Auftritt bei Radio Splendid verholfen, und sie trat während der gesamten Regierungszeit Peróns regelmäßig bei offiziellen Anlässen auf. Nach dem Sturz Peróns konnte sie wie alle Künstler, die ihn unterstützt hatten, in Argentinien nicht mehr arbeiten und wanderte zunächst nach Uruguay, später nach Venezuela aus. Dort hatte sie 1966 einige Fernsehauftritte, und von Ende der 1970er bis Anfang der 1980er Jahre entstanden Aufnahmen mit den Gitarristen Roberto Grela und José Canet, weitere später mit dem Orchester Alberto Di Paulos. 1997 nahm sie im Alter von 86 Jahren mit Begleitung der Gitarristen Bartolomé Palermo und Paco Peñalba eine CD auf, auf der sie u. a. die Tangos Comme il faut (von Eduardo Arolas und Gabriel Clausi), La piel de vivir (von Francisco Agüero und Héctor Oviedo) und Por la luz que me alumbra (von Osvaldo Tarantino und Héctor Oviedo) sang.

## Aufnahmen
- Adiós pampa mía
- Canción desesperada
- El Morocho y el Oriental
- Rosas de otoño
- Sentimiento gaucho
- Sus ojos se cerraron
- Déjame no quiero verte nunca más
- La canción de Buenos Aires
- Desde el alma
- Nobleza de arrabal
- Comme il faut (von Eduardo Arolas und Gabriel Clausi)
- La piel de vivir (von Francisco Agüero und Héctor Oviedo)
- Por la luz que me alumbra (von Osvaldo Tarantino und Héctor Oviedo)